# سیارک ۹۶۶
سیارک ۹۶۶ (به انگلیسی: 966 Muschi، نامگذاری:1921KU) نهصد و شصت و ششمین سیارک کشف شده‌است که در ۹ نوامبر ۱۹۲۱ کشف شد.
قدر مطلق سیارک برابر ۹٫۹۱ است.